# 斯托克頓·拉什
理查德·斯托克頓·拉什三世（1962年3月31日—2023年6月18日）是一名美國企業家，深海勘探公司海洋之門的聯合創始人兼執行長。2023年6月18日，泰坦號潛水器發生內爆，位於潛水器內的斯托克頓·拉什因而遇難。

## 早年生活和教育
拉什出生在舊金山一個富裕的家庭。他是賓夕法尼亞州費城的小理查德·斯托克頓·拉什（Richard Stockton Rush Jr.）和舊金山的艾倫·拉什（Ellen Rush）所生的五個孩子中最小的一個。他外祖父雷夫·K·戴維斯是一名企業家，外祖母路易絲·戴維斯（Louise Davies）是一位慈善家，也是舊金山路易斯戴維斯交響樂音樂廳的命名人。他是《美國獨立宣言》的兩位簽署人理查德·斯托克頓和醫生班傑明·拉什的後裔。
拉什從小就夢想成為第一個登上火星的太空人，並對航空和水上運動有興趣。他12歲時開始潛水，18歲時成為一名商業飛行員。後來他被告知其視力使他無法成為一名軍機飛行員。當他19歲時，拉什在聯合航空公司噴氣機培訓學院獲得DC-8型/機長的資格
1980年，拉什從菲利普斯埃克塞特学院畢業。1984年，他獲得普林斯頓大學航空太空工程學士學位。1989年，他獲得加利福尼亞大學柏克萊分校的工商管理碩士學位。

## 職業生涯
從普林斯頓大學畢業後，拉什曾在麥道公司短暫工作，擔任F-15鷹式戰鬥機的飛行測試工程師，之後獲得MBA學位。後來拉什在舊金山的Peregrine Partners公司擔任風險資本家。1989年，他搬到太平洋西北地區，經營位於華盛頓州柯克蘭的遠程控制技術公司。
拉什從小就對航空和太空旅行感興趣，成年後他的興趣轉向深海探索。他開始在普吉特海灣潛水，這需要大量時間和技術裝備。他認為「在潛水器裡帶著熱巧克力舒適地待著，比在深水中凍著並經歷兩個小時的減壓要強得多」。在史蒂夫·福塞特於2007年去世後，拉什考慮購買福塞特的潛水器，但當他試圖購買時，他得知全世界只有不到100艘私人潛水器，因此無法購買。他轉而利用一位退役的美國海軍潛艇指揮官提供給他的藍圖建造了一個微型潛水器。拉什建造的船隻有12英尺長，能夠下潛到30英尺深。同年，他在不列顛哥倫比亞省進行首次潛水器之潛水 。
拉什從自身的經驗得知，潛水器不應由於運送遊客而被外界視為是危險的載人用具，而拉什認為1993年的《客船安全法》是「沒有必要將乘客安全置於商業創新之上」。拉什在2009年與商業夥伴吉列爾莫·桑萊因成立了海洋之門公司，此前他們進行了一項市場研究，認為深海旅遊有足夠的商業需求。據拉什說，該公司的目標是藉由推行商業旅遊來支持新的深潛器的開發，從而進行進一步的商業行為，包括資源開採和減災。
2018年，拉什與研究人員和科學家一起在聖胡安群島率領探險隊觀察紅海膽和玉筋魚的棲息地。到2023年，拉什已經至少13次前往鐵達尼號。在2023年6月的潛水之前，拉什被佛羅里達州的一對夫婦控告，因為他們聲稱計劃在2018年對鐵達尼號進行的潛水被反覆取消和推遲。這對夫婦聲稱，他們無法由於拉什的行為獲得退款。

## 泰坦號探險和死亡
2023年6月18日，拉什登上泰坦號，這是一個由海洋之門公司擁有和設計的潛水器，用於參觀鐵達尼號殘骸，當時該潛水器與研究探險船北極王子號（MV Polar Prince）失去聯繫。搜救任務涉及美國、加拿大和法國的水上和空中支援。
6月22日，在發現距離鐵達尼號船頭約490公尺的殘骸後，海洋之門表示其認為拉什和潛水器內的其他四人已經「不幸失踪」。美國海岸警衛隊後來證實，其所發現的泰坦號碎片符合船體受到高壓而造成的災難性爆裂，即內爆，導致潛水器內所有人瞬間喪生。

## 性格和個人生活
在2022年接受CBS記者戴維·波格的採訪中，拉什表達了他對於過度預防措施不以為然的態度：「你知道在某些方面，安全只是純粹的浪費。我的意思是，如果你只想安全就不要下床，不要上車，不要做任何事情。在某些時候，你要承擔一些風險，這真的是一個風險/回報問題。我認為我可以通過打破規則來做這件事，同樣安全。」
拉什於1986年與溫蒂·韋爾（Wendy Weil）結婚，並育有兩個孩子。溫蒂·韋爾是伊西多·史特勞斯和艾達·史特勞斯的曾孫女，他們都死於鐵達尼號沉沒事故。她是海洋之門的通訊主管。

## 外部連結
- OceanGate （页面存档备份，存于） – Stockton Rush biography